# ماري سيمور هاول
ماري كاثرين سيمور هاول (29 أغسطس 1844 - 18 فبراير 1913) كانت رائدة، ومحاضرة، وناشطة في حملة حقوق الانتخاب بالانتخاب في الولايات المتحدة. كتبت مشروع القانون الذي منح النساء حق التصويت في ولاية نيويورك والذي تمت الموافقة عليه في عام 1892. كانت متحدثة جيدة، وكانت خطبها تنبض بالحكايات، ومن خلالها تجلت خيوط مشاعرها. استقبلت خطبها بحماس، وأثنت وسائل الإعلام عليها بأعلى الثناء.

## نشأتها وتعليمها
وُلدت ماري سيمور هاول في ماونت موريس، نيويورك، في 29 أغسطس 1844. كانت الابنة الوحيدة لنورمان وفرانسيس ميتكالف سيمور، اللذان كانا أعضاء بارزين في المجتمع المحلي. كانت سليلة مباشرة لعائلة سيمور المشهورة في التاريخ الإنجليزي من خلال الناشط البروتستانتي ريتشارد سيمور، الذي استوطن هارتفورد، كونيتيكت، في عام 1639.
تلقت تعليمًا تقليديًا، حيث درست في المدارس المحلية في ماونت موريس قبل تخرجها من مدرسة جينيسي ويسليان في ليما، نيويورك.

## مسيرتها
كرست الكثير من وقتها لتعزيز التعليم العالي في ولاية نيويورك وأسهمت بشكل كبير في دعم قضية مكافحة الكحول. في عام 1883، بدأت مسيرتها من أجل حصول النساء على الحق في التصويت. اشتهرت ماري هاول بقدراتها في فن الخطابة. بتوجيه من مكاتب المحاضرات، قدمت العديد من المحاضرات التاريخية والأدبية، حيث خاطبت الجماهير في العديد من المدن والقرى في الشمال والغرب، بالإضافة إلى نيو إنغلاند وولايتها التي ولدت فيها.
كررت مرارًا تقديم قضية النساء أمام لجان التشريع في الولايات والكونغرس. كانت هاول أول امرأة تطلب أن تلقي كلمة أمام مجلس نواب ولاية كونيتيكت. في عام 1890، ألقت خطابًا أمام فصل التخرج في كلية جنوب داكوتا. خلال التسعينيات من القرن التاسع عشر، تحدثت في كانساس وداكوتا مع زميلتها، ناشطة حقوق النساء على الصعيدين الوطني والمحلي، سوزان بي. آنتوني، التي كانت من روتشستر، نيويورك. في عام 1891، عُينت من قبل إليزابيث كيدي ستانتون، رئيسة الجمعية الوطنية الأمريكية للمرأة وحقوقها، لتمثيل الجمعية في المجلس الوطني للمرأة في الولايات المتحدة في واشنطن العاصمة. قامت هاول وأنتوني بجولة في ولاية نيويورك في عام 1894، حيث قدموا عريضة تأييد حق التصويت الضخمة أمام اجتماع الدستور للولاية. كما كانت محاضرة وطنية للاتحاد النسائي المسيحي للامتناع عن المسكرات.

## حياتها الشخصية
في عام 1869، تزوجت ماري من جورج روجرز هاول من لونغ آيلاند. عمل روجرز في مكتبة ولاية نيويورك، حيث شغل منصب أمين المكتبة لبعض الوقت، وتوفي في عام 1889 في ألباني، حيث أقام الزوجان. توفي ابنها الوحيد، سيمور هاول، وهو طالب سنة ثالثة في جامعة هارفارد في 9 مارس 1891.
توفيت في 18 فبراير 1913 في مسقط رأسها ماونت موريس ودُفنت في مقبرة ماونت موريس.

## الرؤية
نشرت الجمعية الأمريكية للأبحاث النفسية (1913) «تقريرًا عن ظهور إحدى الرؤى لماري سيمور هاول في عام 1871» على النحو التالي:
في عام 1865 كان لدي حبيب اسمه جون إيه. برودهيد. بسبب ظروف عدة، كنت مضطرة للابتعاد عنه على الرغم من ارتباطي العميق به. عندما أدرك أنه لا يمكنه الزواج مني، غادر بلدة ماونت موريس حيث كنت أعيش. لكن قبل رحيله، قال لي: «ماري، أعتقد أن هذا الانفصال سيقتلني، ولكن إذا مت ويمكن لروحي العودة إلى الأرض، سآتي». رديت له: «أوه، لا، لا تفعل ذلك، لأنه سيفزعني بشكل فظيع». أجابني: «لا، لن يكون الأمر كذلك»، مضيفًا: «لأنني سآتي بسكينة تامة بحيث لن تخافي على الإطلاق».